# Другий східний тюркський каганат
Другий східний тюркський каганат - середньовічна тюркська держава на території Монголії в 682-744 роках зі столицею в Отюкені на березі річки Орхон.

## Історія
Засновник держави Більге-Кутлуг-каган об'єднав тюркські племена і після тривалої боротьби з Китаєм (Танська імперія) відродив перший східний тюркський каганат, захоплений китайцями у 630 році.
Більге-Кутлуг прийняв титул «Ельтеріш-каган». Радником перших каганів був Тоньюкук.
В каганаті була встановлена військово-адміністративна структура влади, яка раніше існувала в Тюркському каганаті. Каганат поділявся на два територіальних об'єднання за територіальною ознакою: західне крило тардушів та східне крило телісів.
Глава держави - каган - мав повноваження правителя та верховного судді.
Ельтеріш-каган і його наступник Капаган-каган завдали низки поразок Китаю і розширили межі держави до Хінгану, Танну-Ула, Алтаю і Тарбагатаю.
Після перемоги над племенем байруків у 706–707 роках тюрки зайняли землі, що простягалися від верхів'я річки Керулен до озера Байкал. У 709–710 роках тюркські  війська підкорили собі Аз і Чик, перетнули Саяни і завдали нищівної поразки єнісейським киргизам.
У 711 році тюркські війська на чолі з Тоньюкуком перетнули Монгольський Алтай, зіткнулися з армією Тюргешув Джунгарії на річці Болучу і здобули перемогу. Тоньюкук, переслідуючи тюргешів, переправився через Сирдар'ю, привівши свої війська до кордону Тохаристану. Однак у боях з арабами під Самаркандом тюркські війська, відрізані від своїх тилових служб, зазнали значних втрат; вони з труднощами повернулись на Алтай у 713–714 роках. Там вони посилили армію, яка готувалась до облоги Бешбалика. Облога була невдалою, і, програвши в шести сутичках, тюрки зняли її.
На початку 8-го століття держава перебувала на межі розпаду, посилились міжусобні сутички. Західні землі відокремились, і після смерті Капаган-кагана володар Тюргешу Сулук-чор проголосив себе каганом.
Більге-кагану вдалось на певний час стабілізувати ситуацію та відбити наступ китайців.
Після смерті Тенгрі-кагана держава почала розпадатись. Розпочалась війна з племенами уйгурів, карлуків та басмилів. Вождь уйгурів Кутлуг-Більге захопив Отюкен і вбив Озмиш-тегінв. Протягом декількох років уйгури заволоділи Внутрішньою Азією та заснували Уйгурський каганат. В цей же час китайський імператор Сюань-цзун вирішив остаточно знищити тюркську державу і відправив війська проти тюрків. Син Озмиш-тегіна Баймей-хан був розгромлений. Він намагався втекти, але був схоплений та страчений уйгурами. Більшість тюрків змушені були втікати до інших племен.

## Список правителів
- Ельтеріш-каган (682—692)
- Капаган-каган (692–716)
- Інел-каган (716–717)
- Більге-каган (717–734)
- Йоллиг-тегін (734—739)
- Тенгрі-каган (739–741)
- Кутлуг-Ябгу-каган (741—742)
- Альп-Більге-каган (742—744)
- Озмиш-тегін (742–744)
- Баймей-хан (743—745)